# Angella Taylor-Issajenko
Angella Taylor-Issajenko, född Taylor 28 september 1958, gift Issajenko under pågående karriär, är en kanadensisk friidrottare som specialiserade sig på kortdistanslöpning. Hon dominerade damernas korta sprint i Kanada under 1980-talet med inte mindre än 18 guld vid nationella mästerskap. Hon slog Jarmila Kratochvílovás världsrekord på 200 meter den 24 februari 1980 med tiden 23,19. Hon höll rekordet i ett knappt år tills Kratochvílová återtog det den 28 januari 1981. Issajenko satte senare kanadensiska rekord på både 100 meter och 200 meter. Dessa har dock strukits ur de kanadensiska rekordböckerna sedan hon erkänt långvarigt dopningsbruk.
Issajenko utsågs till årets kvinnliga idrottare i Kanada av True Sport Foundation 1980 och 1982.

## Dopningsaffären
Angella Issajenko ingick i den grupp friidrottare som tränades av Charlie Francis och dopades av läkaren George Astaphan. Vid förhören som följde på träningskamraten Ben Johnsons positiva dopningstest vid OS i Soul var Issajenko, jämte Francis, den förste att erkänna den systematiska dopning som försiggått under lång tid. Hon hade i sin dagbok noterat sina steroidcykler, vilket bidrog till att ge hennes vittnesmål trovärdighet.
Till följd av dopningsaffären blev Issajenko av med två kanadensiska rekord och en del medaljer, inklusive ett silver på 60 meter vid inne-VM 1987.

## Efter karriären
Efter sin aktiva friidrottskarriär har Issajenko varit tränare vid Torontos friidrottscenter. Hon släppte 1990 en självbiografi med titeln Running Risks.

## Personliga rekord
Issajenkos bästa resultat räknas inte längre i den officiella statistiken. Tiderna som redovisas i tabellen återfinns i aktuella kanadensiska topplistor och har presterats före eller efter dopningsperioden.
| Gren              | Resultat | Datum            | Plats    | Kommentar                                                                                                  |
| ----------------- | -------- | ---------------- | -------- | --- |
| 100 meter         | 11,51    | 28 maj 1992      | Provo    | Bästa strukna resultatet, 10,97, var kanadensiskt rekord                                                   |
| 200 meter         | --       | --               | --       | Inget officiellt resultat bland Kanadas 66 bästa. Bästa strukna resultatet, 22,25, var kanadensiskt rekord |
| 50 meter inomhus  | 6,46     | 24 februari 1979 | Edmonton | |
| 60 meter inomhus  | 7,52     | 17 december 1994 | Windsor  | |
| 200 meter inomhus | 24,24    | 17 februari 1979 | Toronto  | Tiden finns på officiella listor efter konvertering från manuell tidtagning                                |

### Fotnoter
1. ↑  12th IAAF World Indoor Championships, IAAF Statistics Handbook, Valencia 2008 Arkiverad 9 juli 2010 hämtat från the Wayback Machine. s. 286.
2. ↑  12th IAAF World Indoor Championships, IAAF Statistics Handbook, Valencia 2008 Arkiverad 9 juli 2010 hämtat från the Wayback Machine. s. 273.
3. ↑  Athletic Performance Awards Arkiverad 8 december 2010 hämtat från the Wayback Machine., avläst 10 februari 2010
4. ↑  Canadian All-Time Outdoor Rankings as of December 31, 2007 – Women, utomhusstatistik hos kanadensiska friidrottsförbundet
5. ↑  Canadian All-Time Indoors Rankings as of December 31, 2007 – Women, inomhusstatistik hos kanadensiska friidrottsförbundet